# 上地雄輔
上地 雄輔（かみじ ゆうすけ、1979年〈昭和54年〉4月18日 - ）は、日本の俳優、歌手、タレント。アーティスト名は遊助（ゆうすけ）。神奈川県横須賀市出身。ジャパン・ミュージックエンターテインメント（イー・コンセプト）所属。

## 来歴
横須賀市浦賀に長男として誕生。6歳の時から野球を始める。軟式野球ではあったものの小学校、中学校時代には日本代表に選ばれており、中学1年から複数の高校野球部監督が勧誘に訪れ、高校進学の際には38校もの野球推薦のオファーが殺到した。1995年、1学年上の丹波慎也に憧れ横浜高等学校へ年3名しかいない野球特待生として進学し硬式野球部に所属。捕手を務め松坂大輔らと甲子園出場を目指した。
複数の大学から推薦入学の誘いを受けていたが、芸能界のスカウトを受けたのをきっかけに、俳優としての道を志す。
1999年にTBSの連続ドラマ『L×I×V×E』で俳優として芸能界デビュー。その後は、端役で数々のドラマや映画に出演する。
2007年6月、フジテレビ系列の『クイズ!ヘキサゴンII』で「おバカタレント」としてブレイクする。2007年8月には同時期に出演していたつるの剛士・野久保直樹と共に「羞恥心」を結成し、2008年4月に歌手デビューを果たした。
2008年6月4日、自身のオフィシャルブログ『神児遊助』が「世界で最も1日の閲覧ユニークユーザー（重複しない人）数が多いブログ」（1日23万人観覧）としてギネス世界記録に認定された。
2008年10月、『セレブと貧乏太郎』（フジテレビ）にて上戸彩とともに自身初の主演を務め、同時期放送の『スクラップ・ティーチャー〜教師再生〜』（日本テレビ）には準主役での出演を果たした。
2009年3月11日に、遊助名義で自らが作詞した「ひまわり」でソロデビュー（詳細・その後のアーティスト活動については下記の「遊助」に）。
2009年9月、神児遊助としてドラマ『神児遊助のげんきのでる恋』（BeeTVで9月1日より配信）の企画・原案に初挑戦する。同年12月には、『第60回NHK紅白歌合戦』にソロで初出場した。
2010年2月、西善商事より男性衣装『U-SUKE』発表。翌11年、子供衣装『U-SUKe KIDS』発表。
2010年7月放送開始のドラマ『逃亡弁護士』（フジテレビ系）で、連続ドラマ単独初主演を果たす。
2012年3月、第35回日本アカデミー賞新人俳優賞受賞。同年8月、出演している映画『のぼうの城』が「第36回モントリオール世界映画祭 ワールド・グレイツ部門」に特別招待され、自身初の海外国際映画祭に参加。
2017年3月、所属事務所の後輩にあたる女優・芳根京子がヒロインを務める『べっぴんさん』にカメラマン役で出演。
2021年4月26日、俳優の中尾明慶の新型コロナウイルス感染が公表され、YouTube撮影で中尾と共演していた上地も濃厚接触者に該当したため自宅待機することが27日に発表された。PCR検査では陰性。

### 受賞歴
- 松坂軍団対茨城ゴールデンゴールズ：MVP
- ギネス世界記録：「世界で最も1日の閲覧ユニークユーザー（重複しない人）数が多いブログ」（1日23万人観覧）として認定
- FNS5000番組10万人総出演! がんばった大賞：2008年秋MVP
- オリコン：「2008年の顔だと思う男性有名人」一位
- BLOG of the year 2007 特別賞
- BLOG of the year 2008 男性タレント・俳優部門
- ベストヒット歌謡祭2009 最優秀新人賞
- 第42回日本有線大賞優秀賞
- ビルボード・ジャパン・ミュージック・アワード 2009 最優秀新人賞
- 第35回日本アカデミー賞 新人俳優賞（『漫才ギャング』で受賞）[15]
- ギネス世界記録：「タオルをファンと繋いだ本数」
- ギネス世界記録：「世界一コメント件数の多い個人ブログ」として認定（1日の平均コメント数約5000件）

## 人物
上地が高校1年時(1995年)に、明石家さんまが横浜高校野球部にジュースの差し入れをした際、一人で直接礼を言いに来た上地に対し、さんまが「おまえ面白いから芸能界入れ」と薦めた。この出来事が、芸能界を目指す契機の一つとなった。
小泉孝太郎・進次郎兄弟と幼馴染で、兄の孝太郎とはデビュー前から親交が深い。孝太郎と上地はドラマ『狂った果実2002』で初共演し、2007年秋から孝太郎がメインMCを務める『孝太郎Wキッチン』ではレギュラーアシスタントとして起用され、後番組の『孝太郎が行く2』でも共演。上地は孝太郎に対して「男として本当に尊敬している」と公言。孝太郎は「雄輔には全部ぶつける」と語っている。また、『うたばん』の鑑定コーナーに出演した際には兄弟の父で元内閣総理大臣・小泉純一郎から直筆サイン入りの食事メニューをもらったことが明らかになった（鑑定価格は15万円）。進次郎は自身より2歳下（自身の1学年下の実弟・亮輔の関東学院六浦高校野球部の一年後輩）
『あっぱれ!!さんま新教授』で「履歴書に書くことを増やすために資格を取りたい」ということで、番組内で2種類の検定試験に挑戦し、ほら吹き検定（2009年5月24日放送分）とスポーツ吹矢2級認定試験を取得している。
2010年12月24日放送分『アナザースカイ』の企画でスウェーデンに行き、本物のサンタクロースと出会った。そして、黄色い服のサンタとして「イェリヴァーレのサンタクロース」に認められた（国際サンタクロース協会による公認サンタではない）。
2013年5月26日に放送された『行列のできる法律相談所』内で「業界人が選ぶ芸能界で1番性格のいい人」の1位に選ばれた。
企画や原案を担当した作品や特別・友情出演の際に「神児遊助」名義で出演することがある。また、自身のアルバムなどに書いたイラストは「伊島華句水」として表記されている。名前の由来は、自身の名前をローマ字にして「yusukekamiji」を逆からローマ字読みしたものである。
愛称は雄ちゃん、ゆうちゃん、ゆうにい、心君など。
両利きである。

### 家族
父・上地克明は横須賀市長（2017年7月10日就任、現職）で元横須賀市議会議員（4期）。議員を3期務めたのち、2017年に4期目の任期途中に辞職し、任期満了に伴う横須賀市長選挙に出馬し当選した。2021年、2025年の市長選で再選し現在3期目。母は元航空会社の客室乗務員。父方の祖父の恵祐は横須賀で菓子店を営んでいた。
上地家の先祖は宮古島の白川氏の一族でもあるサトウキビ農家を営んでいた。名字の本来の読みは「うえち」だったが、祖父の恵祐は沖縄戦後の宮古島から大阪市大正区に密航して先に横須賀に出ていた彼のおじを頼って横須賀に移住した。その際、宮古島出身者や沖縄人に対する差別を嫌った叔父に習って「かみじ」と名乗ったためか、克明は白川氏の通字である『恵』を継いでいない。
母方の祖父は安治川生まれで、幼少期は浦賀のだるま船で船上生活をしていた。中学では野球部名サードとして知られていたが、経済的理由から中退し、工員、兵隊を経てタグボートの船長になり、浦賀ドックの野球チームでキャプテンも務めた。
2015年に一般女性と結婚。3児の父親。

### 野球
少年時代の夢はプロ野球選手だった。1991年（小学生時代）、1994年（中学生時代）と、全日本選抜メンバーとして世界大会に出場。小学生時代はキャプテンとしてチームをまとめた。中学時代は軟式野球クラブチームの横須賀スターズでキャプテンを務める。上地が中学3年生の時に、所属チームは全国大会出場、関東大会優勝を果たした。横須賀スターズでの練習、試合、自主練習などに専念するべく、中学では理科部に所属した。
中学時代に計38校からスカウトを受け、横浜高等学校に進学。当初は木内幸男の下で野球がしたいと思い、茨城県土浦市の常総学院高等学校に進学しようと決めていたが、小倉清一郎から声をかけられた中学3年の夏に丹波慎也の投球を見て「この人の球を受けてみたい」と思い進路を変更した。在学時は硬式野球部に所属し、渡辺元智と小倉の厳しい指導を受けて捕手を務め、丹波とバッテリーを組んでいた。1年後輩には松坂大輔がおり、松坂が入部すると最初にバッテリーを組んだ。2年生から背番号2を背負ったが、その年の全国高等学校野球選手権神奈川大会の試合中に右肘の神経を断裂したため正捕手の座を1年後輩の小山良男に譲った（関東大会では、背番号2を背負っている）。
2008年1月19日に行われた松坂軍団対茨城ゴールデンゴールズ（横浜スタジアム）では松坂チーム・SAMURAIとして途中出場。打撃では最初の打席で2ランホームランを放ち、その後決勝犠牲フライを放って3打点の活躍だった。守備では11年ぶりに松坂とバッテリーを組んだ。試合は松坂軍団が7対5で勝利し、上地はMVPに選ばれた。
デビュー作品の『L×I×V×E』をはじめ、『アストロ球団』、『ROOKIES』、『バンクーバーの朝日』など野球経験を生かした役柄の作品への出演が多い。
2023年12月3日、横浜スタジアム45周年記念イベント『YOKOHAMA STADIUM 45th DREAM MATCH』に神奈川県内の高校野球出身のレジェンドたちが集結するチーム「Y45 LEGEND HEROES」の一員として出場した。

## 出演

### テレビドラマ
- L×I×V×E（1999年4月 - 6月、TBS）- 水野太郎 役
- 小市民ケーン 第3話（1999年7月、フジテレビ）
- 旅は道連れ（1999年、日本テレビ）
- 月曜ドラマスペシャル「弁護士芸者のお座敷事件簿5」（2000年1月24日、TBS）- 勝又純二 役
- 平成夫婦茶碗〜ドケチの花道〜 第7話（2000年2月、日本テレビ）
- Music Museum Your Song #2 夜空ノムコウ（2000年9月、フジテレビ）
- ヤングシナリオグランプリ2000「御就職」（2000年11月、フジテレビ）- 多田 役
- D-girls アイドル探偵三姉妹物語 第5話・最終話（2001年7月 - 9月、テレビ東京）
- 5NIGHTS SHORT STORY ラブコレ! 第1話・第5話（2001年9月、テレビ朝日）
- 渋谷系女子プロレス 第7話（2001年8月、テレビ朝日）- 島田テツオ 役
- 人にやさしく 第5話（2002年2月、フジテレビ）- ハヤタ 役
- ごくせん（2002年4月 - 7月、日本テレビ）- 大石雄輔 役
  - ごくせんスペシャル（2002年12月）
- 中居正広の金曜日のスマたちへ ミニドラマ『Rie』第2話「陸上自衛隊の女」（2002年、TBS）
- ランチの女王 第7話（2002年8月、フジテレビ）- アイス売りの青年 役
- 狂った果実2002（2002年9月9日、TBS）- 福島和幸 役
- ホットマン 第1話（2003年4月、TBS）- 関口 役
- ムコ殿2003（2003年4月 - 6月、フジテレビ）- 相馬龍二 役
- すいか 第8話（2003年8月、日本テレビ）- 崎谷夏子の教え子 役
- ぼくらはみんな生きている（2003年9月、テレビ朝日）- 中田 役
- 未来先生（2004年2月、テレビ朝日）- 健二 役
- アットホーム・ダッド 第1話（2004年4月、関西テレビ）- 中村 役
- ディビジョン1 ステージ7『東京ミチカ』（2004年10月 - 11月、フジテレビ）
- アストロ球団（2005年7月 - 9月、テレビ朝日）- 三荻野球五 役
- 嬢王（2005年10月 - 12月、テレビ東京）- 黒田 役
- 劇団演技者。 第14回公演「ロンリー・マイルーム」（2005年11月、フジテレビ）- 木下聡 役
- 鉄板に恋をして（2006年1月、ABCテレビ）- トモオ 役
- ウーマンズ・アイランド〜彼女たちの選択〜（2006年2月、日本テレビ）
- 24時間テレビドラマスペシャル「ユウキ」（2006年8月26日、日本テレビ）- シン 役
- メッセージ〜伝説のCMディレクター・杉山登志〜（2006年8月28日、毎日放送）- 八木 役
- 未来創造堂 『シアター創造堂・第41回「日本漫画 加藤謙一」』（2007年1月、日本テレビ）- 手塚治虫 役
- ハケンの品格（2007）（2007年1月 - 3月、日本テレビ）- 近耕作 役
  - ハケンの品格（2020）（2020年6月 - 8月、日本テレビ）
- 土曜ワイド劇場「弁天祐美子法律事務所1」（2007年4月、テレビ朝日）- 松田武蔵 役
- スリルな夜・子育ての天才（2007年4月 - 6月、フジテレビ）- 松山正美 役
- ミュードラ「春日和」（2007年6月、フジテレビ721）
- ホタルノヒカリ 第9話（2007年9月、日本テレビ）- ビデオ屋の店員 役
- 新報道プレミアAスペシャルドラマ 運命の舞台裏（2007年10月7日、フジテレビ・関西テレビ）- 白川英聖 役 （ナレーションも兼務）
- 働きマン 第2話（2007年10月、日本テレビ）- プロ野球選手・志村純司 役
- 夢路 第25回（2007年10月21日、TBS）
- ナショナルドラマスペシャル「彗星物語」（2007年12月3日、TBS）- 城田幸一 役
- 貧乏男子 ボンビーメン（2008年1月 - 3月、日本テレビ）- 照山修司（テルテル） 役
- 笑顔をくれた君へ〜女医と道化師の挑戦〜（2008年3月14日、フジテレビ）- 医師・山本健二 役
- ROOKIES（2008年4月 - 7月、TBS）- 江夏卓 役
- お台場探偵羞恥心 ヘキサゴン殺人事件（2008年8月6日、フジテレビ）- 主演・上地雄輔（本人）役
- セレブと貧乏太郎（2008年10月 - 12月、フジテレビ）- 佐藤太郎 役
- スクラップ・ティーチャー〜教師再生〜（2008年10月 - 12月、日本テレビ）- 杉虎之助 役
- 仮面ライダーG（2009年1月31日、テレビ朝日）- 織田大道 役
- 上地雄輔ひまわり物語〜家族・親友・彼女…誰も知らない素顔初公開!（2009年3月14日、フジテレビ）- ナレーション担当
- 大河ドラマ（NHK）
  - 天地人（2009年）- 小早川秀秋 役
  - 光る君へ（2024年） - 藤原道綱 役[24]
- ほんとにあった怖い話「憑く男」（2009年8月25日、フジテレビ）- 主演・石川弘 役
- 働くゴン!（2009年9月23日、日本テレビ）- 派遣社員 役（特別出演）
- ギネ 産婦人科の女たち（2009年10月 - 12月、日本テレビ）- 玉木聡 役
- 未来からの訪問者（2010年3月12日、日本テレビ）- 主演・遥香未来夫 役
- 逃亡弁護士（2010年7月 - 9月、関西テレビ）- 主演・成田誠 役
- ホタルノヒカリ2 第一夜（2010年7月、日本テレビ）- カフェで話す元ビデオ屋店員 役[注 4]
- ダーティ・ママ!（2012年1月 - 3月、日本テレビ）- 佐々木卓也 役
- ドラマ特別企画・悪女について（2012年4月30日、TBS）- 渡瀬義雄 役
- 終電バイバイ 最終夜 東京駅（2013年3月18日、TBS）- ゲスト出演
- 酔いどれ小籐次（2013年6月21日‐9月13日、NHK BSプレミアム）- 須藤平八郎 役
- 金曜ロードSHOW!特別ドラマ企画「最高のおもてなし」 （2014年2月28日、日本テレビ）- 新田彰 役
- 特集ドラマ「生きたい たすけたい」（2014年3月11日、NHK総合）- 岩井哲朗 役
- ドラマ10（NHK総合）
  - 全力離婚相談（2015年1月 - 2月）- 三ツ矢鉄 役
  - ツバキ文具店〜鎌倉代書屋物語〜（2017年4月 - 6月）- 守景蜜朗 役 [25]
- マザー・ゲーム〜彼女たちの階級〜（2015年4月 - 6月、TBS）- 磯山琢己 役
- あの日見た花の名前を僕達はまだ知らない。（2015年9月21日、フジテレビ）- 工事現場の作業員 役
- 最上の命医2016（2016年2月10日、テレビ東京）- 三好政安 役[26]
- ヤッさん〜築地発!おいしい事件簿〜（2016年7月 - 8月、テレビ東京）- 正一 役（友情出演）  [27]
- 連続テレビ小説「べっぴんさん」 第134話 - 第139話（2017年3月13日 - 18日、NHK）- 亀田みのる 役[11]
- 放送90年 大河ファンタジー「精霊の守り人」最終章（2017年11月 - 2018年1月、NHK総合）- カルナ 役[28]
- 未解決事件 File.06 赤報隊事件（2018年1月27日、NHK）- 朝日新聞特命取材班記者 辰濃哲郎 役[29]
- 連続ドラマW （WOWOW）
  - 黒書院の六兵衛 （2018年7月 - 8月）- 加賀井隼人 役
  - 彼らを見ればわかること （2020年1月 - 2月）- 富澤一太 役
  - 松本清張 眼の壁（2022年6月19日 - 7月17日）- 村木満吉 役[30]
- 盤上のアルファ～約束の将棋～ （2019年2月3日 - 24日、NHK BSプレミアム）- 真田信繁 役
- シンドラ「バベル九朔」（2020年10月 - 12月、日本テレビ）- 九朔勝 役
- 六畳間のピアノマン（2021年2月6日 - 27日、NHK総合）- 溝口真治 役
- ちょい釣りダンディ（2022年7月5日 - 、BSテレビ東京）- 天王寺誠 役
- 善人長屋（2022年7月8日 - 8月26日、NHK BSプレミアム・BS4K）- 梶新九郎 役[31][32]
- ガラパゴス（2023年2月6日・13日、NHK BSプレミアム・BS4K）- 長内保 役
- ドラフトキング（2023年4月8日 - 6月10日、WOWOW） - 大津良介 役[33]

### 映画
- GO-CON!（2000年）- 上原 役
- プラトニック・セックス（2001年）- 達也 役
- 突入せよ! あさま山荘事件（2002年）- 松坂隊員 役
- 湖面の魂（2003年）- 広井忠雄 役
- スカイハイ（2003年）- 刑事 役
- 深呼吸の必要（2004年）- 宮里一雄 役
- 怪奇劇場〜わたしの赤ちゃん〜（2004年）- 大悟 役
- GACHAPON!（2004年）- 新堂良太 役
- 炎と氷（2004年）- 矢吹一也 役
- ゴジラ FINAL WARS（2004年）- X星人 役[3]
- アニムスアニマ（2005年）- 克也 役
- 10 minutes diary（2005年）- 古屋 役
- しあわせなら手をたたこう（2005年）
- スクールデイズ（2005年）- 皆川 役
- ピーナッツ（2006年）- 杉本 役
- 戦〜第弐戦 二本松の虎（2006年）- 小松力 役
- 青春☆金属バット（2006年）- 山下 役
- セレブが結婚したい13の悪魔（2007年、グロービック）- 根来章 役
- 風之舞（2007年）- 高良經 役
- アンフェア the movie（2007年）
- クローズ ZERO（2007年）- 筒本将治 役
- ゲゲゲの鬼太郎 千年呪い歌（2008年）- さとり 役
- ドロップ（2009年）- ヒデ君（木村ヒデオ）役
- クローズZERO II（2009年）- 筒本将治 役
- 漫才ギャング（2011年）- 鬼塚龍平 役
- ガール（2012年）- 武田博樹 役
- 映画 ホタルノヒカリ（2012年）[注 4]
- のぼうの城（2012年[注 5]） - 石田三成 役
- くじけないで（2013年、松竹）-上条医師 役
- 抱きしめたい -真実の物語-（2014年）- 屯田 役
- 土竜の唄 潜入捜査官 REIJI（2014年）- 黒河剣太（クロケン）役
- 超高速!参勤交代（2014年）- 秋山平吾 役
- クローバー（2014年）- 筒井義道 役
- バンクーバーの朝日（2014年）- トム三宅 役
- 超高速!参勤交代 リターンズ （2016年）- 秋山平吾 役
- 土竜の唄 香港狂騒曲（2016年）- 黒河剣太（クロケン）役
- 新宿スワンII（2017年）- 森長千里 役
- 君の膵臓をたべたい（2017年）- 宮田一晴 役
- 前田建設ファンタジー営業部 （2020年）- ベッショ 役
- 栄光のバックホーム（2025年公開予定） - 土屋明洋 役[34]

### オリジナルビデオ
- リボルバー 青い春（2003年）- 風間 役
- lost angel 〜あの日、碧にキミがいて〜（2004年）- タケ 役

### 舞台
- LDK（2003年10月、新宿シアターサンモール）
- LDK vol.2（2005年2月、新宿シアターサンモール）
- 忠臣蔵〜水戸黄門外伝・元禄仇討ち裏事情（2006年9月、博品館劇場）
- ヘキサな二人（2008年2月、シアターアプル） ※スペシャルゲスト
- 朗読活劇 信長を殺した男 2024（2024年12月、博品館劇場） - 明智光秀 役[35]
- シンフォニー朗読劇 ベートーヴェン〜魂の交響曲〜（2025年4月27日 - 5月5日、日本青年館ホール） - ルードウィヒ・ヴァン・ベートーヴェン 役[36]

### バラエティ・情報番組

#### レギュラー出演番組
- クイズ!ヘキサゴンII（2007年6月 - 2011年9月、フジテレビ）- 2008年3月以降は常連出演。2011年9月14日放送分は代理司会を担当。
- 孝太郎Wキッチン（2007年10月 - 2008年3月、フジテレビ）- レギュラー
- 孝太郎が行く2（2008年4月 - 2008年09月、フジテレビ）- レギュラー
- ガチガセ（2012年4月 - 2013年2月、日本テレビ）- レギュラーMC
- 原宿ネストカフェ（2012年10月6日 - 2013年3月30日、TBS）- レギュラーMC
- 超潜入!リアルスコープハイパー（2010年5月 - 2015年3月、フジテレビ）- レギュラー
- スター☆ドラフト会議（2011年4月12日 - 2013年3月5日）- イジリ隊
- この差って何ですか?（2015年4月 - 2021年3月、TBS）- レギュラー
- よじごじDays（2017年4月 - 、テレビ東京）- 火曜日MC
- グッとラック!（2020年6月 - 2021年3月、TBS）- コメンテーター
- ひるおび（2021年4月 - 、TBS）- 金曜日・午後枠コメンテーター

#### 特別番組
- ダイエット・ヴィレッジ（2014年8月29日、2015年11月11日、2016年11月9日）- 2014年放送時は司会者、それ以外は合宿見届け人として出演

### インターネット・配信

#### ドラマ
- 神児遊助のげんきのでる恋（2009年9月、BeeTV）- 神児遊助 役、ストーリーテラー（企画・原案も担当）
- Zアイランド〜関東極道炎上篇〜（2015年4月-5月、dビデオ）- 丸夫 役

#### バラエティ
- えみり・ジェンヌ（2007年11月30日 - 2008年1月11日、GyaO）- 準レギュラー
- 笑っちまえ!!(・∀・)（2007年12月19日 - 2010年3月31日、アメーバスタジオ）- レギュラー
- HITOSHI MATSUMOTO presents ドキュメンタル（2022年、Amazonプライム・ビデオ）- シーズン11出演

### ラジオ番組
- 上地雄輔のラジ音!（2011年4月8日 - 2013年3月22日、NHK-FM） - 『AKB48の私たちの物語』と隔週で放送
- 遊助の OVER GROUND (2013年4月1日 - 2017年9月24日、JFN系列)

### アニメ
- 『FNSの日26時間テレビ2010』内放送『サザエさん』（2010年7月25日、フジテレビ）- 上地雄輔 役
- NARUTO -ナルト- 疾風伝（2011年8月4日、テレビ東京）- ユウスケ 役（「遊助」名義）
- 土曜プレミアム ONE PIECE エピソードオブナミ 〜航海士の涙と仲間の絆〜（2012年8月25日、フジテレビ）- 村人 役（「神児遊助」名義）

### 吹き替え
- ハムナプトラ3 呪われた皇帝の秘宝（2008年）- アレックス・オコーネル 役（劇場公開版、DVD版）

### PV
- day after tomorrow 「lost angel」「そして僕にできるコト」（2004年8月）
- SunSet Swish 「PASSION」（2008年3月）
- RYTHEM 「ツナイデテ」（2009年11月）

### CM
- ミスタードーナツ（ダスキン） 「ラッキーカード」
- 日本マクドナルド 新しい瞬間編
- アメリカンファミリー生命保険会社 日本支社
- アサヒビール
- Yahoo! BB がんばれニッポン！編
- ボーダフォン 日本法人（現・ソフトバンクモバイル）
- Fields
- Fields トゥームレイダー編
- ZETT
- 任天堂 Wiiゲームソフト「マリオカートWii」（2008年4月）
- 小学館集英社プロダクション DSゲームソフト「考える力をぐんぐん伸ばす! DS幼児の脳トレ」（2008年7月）
- 江崎グリコ 「素材派プリッツ」（2008年7月）
- ゴマブックス 「ギネス世界記録2009」（2008年10月）
- マルコメ 「液みそ」（2009年 - 2010年）
- カゴメ 「カゴメ・野菜生活100」（2010年）
- ABCマート（2010年6月 - 2011年3月）
- CEDAR CREST（2012年9月 - 2013年）
- 新生銀行 「レイクアルサ」（2016年）

## 歌手「遊助」
遊助（ゆうすけ）は、歌手として活動する際に使われるアーティスト名。ディスコグラフィーは、下記のCDのソロ「遊助」名義に記載する。
餓鬼レンジャーのDJGPがN.O.B.B.名義で遊助の専属DJを行っている。
遊助のジャケットやグッズに書かれている「遊助」ロゴは、書道家の武田双雲が書いている。

### 来歴
2009年
- 3月11日、上地雄輔としてヘキサゴンファミリーコンサート（2008年10月4日）で披露した「ひまわり」を遊助名義でCD発売。
- 6月21日、感謝祭を神奈川県横須賀市のソレイユの丘で行う。
- 6月24日、2枚目のシングル「たんぽぽ/海賊船/其の拳」を発売。この曲の内、2曲は作曲にも参加。このシングルでソロとして初となる週間1位（7月6日付のチャート）を獲得。
- 9月26日、「遊助ひまわり祭り」と称した2度目の感謝祭が上記と同じ場所で行われた。
- 11月4日、自身が出演しているマルコメの「液みそ」のCMソングになっている、3rdシングル「いちょう」として発売。
- 11月26日、『ベストヒット歌謡祭2009』にて最優秀新人賞を受賞。その際、自身のデビューシングル「ひまわり」を披露。
- 12月16日、初アルバムとなる『あの・・こんなんできましたケド。』を発売。銀座ソニービルでアルバム発売記念イベントを行う。
- 12月17日から、1年の感謝を伝えたいということで「遊助サンタの元気宅配便」という企画で7日間ファンの家や学校に訪問。
- 12月20日、第42回日本有線大賞にて優秀賞を受賞、「ひまわり」を披露。
- 12月24日、「遊助サンタの元気宅急便」のファイナルイベントとして、横浜スタジアムでイベントを行った。その際に、この日のために作った楽曲「黄色いサンタのmy love」（CD化はなし）を披露。
- 12月31日、『第60回NHK紅白歌合戦』に出場し、「ひまわり」を披露した。

2010年
- 2月11日から3月5日まで、自身初となる全国ツアー「あの・・こんなんやりますケド。」をZeppの全国5会場で開催。
- 3月8日から、『ズームイン!!SUPER』の春のテーマソングとして新曲「今日の花」が使用（テーマソング放送開始以降もCD発売が未定だったが、シングル「ミツバチ」に収録）。
- 3月10日、4枚目のシングル「ライオン」を発売。
- 7月28日、5枚目のシングル「ミツバチ」を発売。
- 8月11日、2010年2月、Zepp Tokyoで行われた最終日のライブ『あの・・こんなんやりますケド。』を収録したDVDとブルーレイが発売。
- 8月14日、ライブ「オイラの村ですケド。」を横浜スタジアムで開催。その際に、この日のために作った楽曲「俺なりのプレゼント」（2011年発売アルバム収録「俺なりのラブソング」のアレンジと本人談）を披露。
- 11月10日、6枚目のシングル「ひと」を発売。
- 12月1日、配信限定として、着うた『あの・・クリスマスなんですケド。』（新曲「まだ僕はサンタに会ったことがない」[注 6]、同月8日に「ポケットの中のサンタクロース」[注 7]）を配信。
- 12月8日、サンリオピューロランド内で、遊助とハローキティのコラボレーション記念してイベントを開催。
- 12月31日、ソロとして2年連続2回目となる『第61回NHK紅白歌合戦』に出場し、「ひと」を披露した。

2011年
- 1月30日、横浜アリーナで行われた「オンタマカーニバル2011」に出演。
- 2月2日、2枚目アルバム『あの・・夢もてますケド。』が発売。2011年2月14日・21日付オリコン週間アルバムチャートで2週連続1位を獲得した。
- 2月3日、日枝神社で開催された豆まきイベントに、年男と年女のファンクラブ会員を招待し、「俺なりのラブソング」を披露した。
- 3月2日、2010年8月に行われたライブ『オイラの村ですケド。』がDVDとブルーレイで発売。
- 3月11日、14時46分に起こった東日本大震災の影響で、日本武道館で18時30分から行われる予定だった「あれっ・・ぐうぜんですケド。」が延期となり、翌12日の日本武道館でのライブと同月21日の大阪城ホールのライブも延期となった。
- 3月21日、ライブの延期により、ライブが行われる予定だった大阪城ホールで募金活動を行った。
- 4月3日から5月31日まで、自身2度目となる全国ツアー「これ、ひつぜんですケド。」を開催。当初は5月23日の福岡でのライブが最後であったが、東日本大震災の影響により3月31日に行われる予定だった新潟でのライブがツアー最終日となった。
- 4月4日、『しまじろうヘソカ』（テレビ東京/TXN系列）のOPテーマソングを担当。曲名は「レインボー」（7thシングルに収録）。
- 6月2日、4月13日に仙台サンプラザホールで行われる予定だったツアーが東日本大震災の影響により中止になったため、Zepp Sendaiでイベント「遊助の元気宅配便」を開催。
- 7月10日、東日本大震災の影響で延期になった「あれっ・・ぐうぜんですケド。」を大阪城ホールで開催。
- 7月14日・15日に東日本大震災の影響で延期になった初の日本武道館でのライブ「あれっ・・ぐうぜんですケド。」を開催。ツアータイトルは、当初行う予定だった3月11日が偶然、遊助のCDデビュー日だったことから付けられた。また、延期日の7月14日は「ひまわりの日[注 8]」だった。
- 7月20日、7枚目のシングル「全部好き。」発売。
- 7月30日公開の映画『劇場版 NARUTO -ナルト- ブラッド・プリズン』の主題歌を担当。曲名は「雄叫び」。
- 8月2日、フジテレビ夏のイベント「お台場合衆国2011」内のライブ「めざましライブ」に出演。
- 8月3日、2か月連続リリースとなる8枚目のシングル「雄叫び」が発売。
- 10月2日、ユニバーサル・スタジオ・ジャパンで「遊助2011ファンイベント in ユニバーサル・スタジオ・ジャパン」を開催。
- 11月9日、初の両A面シングルとなる9枚目のシングル「一笑懸命/イナヅマ侍」を発売。
- 12月7日、日本武道館で行われたライブ『あれっ・・ぐうぜんですケド。』がDVDとブルーレイで発売。

2012年
- 3月7日、10枚目のシングル「Baby Baby」を発売。
- 4月4日、3枚目のアルバム『あの・・涙があるから愛があるんですケド。』を発売。
- 5月30日、初のミニ・アルバム『あの・・お祭りですケド。』を発売。初のカバー曲「まつり」（北島三郎）を収録。
- 6月10日、YOSAKOIソーラン祭りの公式応援ソングを担当。曲名は「ヨッシャ来い!」。
- 6月16日から8月24日まで2012年ツアー「あの・・絶対オイラにしかできないんですケド。」を開催。
- 6月22日、「空飛ぶ電車」（3枚目のアルバム『あの・・涙があるから愛があるんですケド。』収録）が、“JR東日本新幹線YEAR 2012”CMソングに決定。
- 9月1日、フジテレビ夏のイベント「お台場合衆国2012」内ライブ「めざましライブ」に出演。
- 9月8日、「FREEDOM aozora 2012九州」に出演。
- 10月6日から放送開始した番組『原宿ネストカフェ』（結介店長として出演）の主題歌を担当。曲名は「VIVA! Nossa Nossa」。
- 10月20日、「ロックの学園 in 東北」体育館ライブに出演。
- 10月31日、11枚目のシングル「VIVA!Nossa Nossa」（ミシェル・テロの曲を日本語でカバー）を発売。

2013年
- 1月1日から放送される『メガネの愛眼』のCMソングを担当。曲名は「紅の女神」。
- 1月14日から放送されるTBS系列ドラマ『終電バイバイ』の主題歌を担当。自身初のドラマ主題歌となる。曲名は「檸檬」。
- 2月13日、初のミュージック・ビデオ集『Music Video Collection 〜2009-2012〜』（「ひまわり」〜「VIVA! Nossa Nossa」まで）をDVDとブルーレイで発売。
- 2月27日、12枚目のシングル「檸檬」を発売。
- 3月30日、みちのく合衆国 第2部めざましライブに出演。
- 4月1日、JFN系列で遊助として初となるラジオ冠番組『遊助の OVER GROUND』が放送開始。
- 4月17日、4枚目アルバム『あの・・出会っちゃってるんですケド。』を発売。
- 5月4日、「アサヒスーパードライスペシャル2013」として『福岡ソフトバンクホークス × 千葉ロッテマリーンズ』の公式戦の前にミニライブを行い、「檸檬」と「ひまわり」を披露。
- 6月6日から9月1日まで、34公演におよぶ2013年ホールツアー「あの・・素敵な時間つくりたいんですケド。」を開催。
- 8月5日、フジテレビ夏のイベント「お台場合衆国2013」内のライブ「めざましライブ」に出演。めざましライブ出演はこの年2度目。
- 8月7日、13枚目のシングル「とうもろこし/Earth Child」を発売。
- 10月6日、今年3度目となるめざましライブ『めざまし LIVE ISLAND TOUR 2013 in 仙台』に出演。
- 10月17日から放送されている『ポケットモンスター XY』（テレビ東京/TXN系列）のOPテーマソングを担当。曲名は「V(ボルト)」。
- 10月30日、2013年全国ツアーの中から7月10日に東京国際フォーラムホールAでの模様を収録した2年ぶりとなるライブDVD『あの・・素敵な時間つくりたいんですケド。』発売。
- 12月4日、14枚目のシングル・2作連続の両A面シングル「V(ボルト)/時給850円のサンタクロース」を発売。
- 12月23日・24日、大阪城ホールにてクリスマス特別企画『あの・・クリスマスパーティやるんですケド。』を開催。

2014年
- 2月19日、15枚目のシングル「いるよ」を発売。
- 3月19日、5枚目のアルバム『あの・・旅の途中なんですケド。』を発売。また、同日発売の童子-Tのアルバム『T's MUSIC』の「Runner feat.遊助, Mummy-D」に参加。
- 4月5日から、フジテレビ系情報番組『めざましどようび』テーマソング（形式上は「めざましテレビ」月〜土曜日の日替りデイリーテーマソング土曜日担当になっているが、「めざましどようび」は土曜日のみの放送のため、実質テーマソング）を担当。曲名は「Sunshine」。
- 5月29日から、アニメ『ポケットモンスター XY』（テレビ東京/TXN系列）のOPテーマソングを2期連続で担当。曲名は「メガV(メガボルト)」。
- 6月18日、16枚目のシングル「Sunshine/メガV(メガボルト)」を発売。また、この日から9月7日まで、全国21カ所32公演におよぶ2014年ホールツアー「あの・・最高の出会いを一緒につくりたいんですケド。」を開催。
- 8月29日、フジテレビ夏のイベント「お台場新大陸2014」内のライブ「めざましライブ」出演。
- 9月21日、Rakeの気仙沼での無料ライブにサプライズゲストで登場、「キャッチボール 遊turing Rake」を披露した。
- 10月5日から、フジテレビ系情報番組『めざましどようび』のテーマソングを前期に続き担当。曲名は「きみ」。
- 11月5日、17枚目のシングル「きみ/ひとつ」を発売。
- 12月3日、2014年に行われたツアーを収録したライブDVD・BD「あの・・最高の出会いを一緒につくりたいんですケド。」を発売。

2015年
- 3月25日、18枚目のシングル「Take me out to the ball game〜あの・・一緒に観に行きたいっス。お願いします!〜」をリリース。この曲は、アメリカの歴史あるノベルティソング『私を野球に連れてって』をサンプリングしたもので、原曲は本人が出演した「バンクーバーの朝日」挿入歌としても使用。ミュージック・ビデオに、自身の横浜高校時代の後輩、当時福岡ソフトバンクホークスに所属していたプロ野球選手・松坂大輔が友情出演している。
- 7月1日、19枚目のシングル「サヨナラマタナ」を発売。
- 7月13日から9月27日まで、全国14カ所24公演におよぶ2015ホールツアー「あの・・ドリームランドに来ちゃったんですケド。」を開催。また、8月22日の福岡公演にてサプライズで入籍発表を行った。
- 8月24日、この日放送されたテレビ朝日の音楽番組『musicる TV』にて、当番組の企画である「ミリオン連発音楽作家塾」の第6弾楽曲提供アーティストに決定した。この企画で作成される曲は同年12月に20枚目のシングル曲として発売。(後述)
- 8月26日、フジテレビ夏のイベント「お台場夢大陸～ドリームメガナツマツリ～」内のライブ「めざましライブ」出演。
- 12月2日、20枚目シングル「お前しかいねぇ 遊turing RED RICE(from湘南乃風)」が発売。

2016年
- 2月3日、初のベスト・アルバム『遊情BEST』を発売。
- 3月16日、「あの・・ドリームランドに来ちゃったんですケド。｣を収録したライブDVD・BD『あの・・ドリームランドに来ちゃったんですケド。』を発売。
- 4月27日、6枚目アルバム『あの・・こっからが楽しんですケド。』を発売。
- 6月30日から9月25日まで、全国16カ所23公演におよぶ2016ホールツアー「LIVE TOUR 2016 遊助祭 「海」 〜あの・・遊宮城にきちゃったんですケド。〜」を開催。
- 8月28日、フジテレビ夏のイベント「お台場みんなの夢大陸2016」内のライブ「めざましライブ」出演。
- 11月16日、21枚目のシングル「凛」が発売。
- 12月16日、「LIVE TOUR 2016 遊助祭｣を収録したライブDVD・BD『LIVE TOUR 2016 遊助祭 「海」 〜あの・・遊宮城にきちゃったんですケド。〜』を発売。

2017年
- 3月8日、22枚目のシングル「流れ」が発売。
- 4月1日、国立代々木競技場 第一体育館で開催されたmusicるTV × BREAK OUT presents LOVE BOX 2017に出演。
- 4月19日、7枚目アルバム『あの・・いま脂のってるんですケド。』を発売。
- 7月12日から9月24日まで、全国13カ所22公演におよぶ2017ホールツアー「LIVE TOUR 2017「星」〜あの・・星に願いを込めたんですケド。〜」を開催。
- 9月6日の地元・横須賀公演にてDVD収録、ゲストでかりゆし58が登場。遊turingをした「二つ星」を披露。
- 8月27日大阪公演ではDOZAN11がゲストで登場。遊turingした「パーティー行かなあかんねん」を披露。
- 9月29日のスペシャル公演ではSHOCK EYE(from 湘南乃風)が登場し、「怪盗MAGNUM」と「Brother」を披露。アンコール後に、品川庄司とミニコントを披露。
- 8月28日、フジテレビ夏のイベント「お台場みんなの夢大陸2017」内のライブ「めざましライブ」出演。
- 11月15日、23枚目のシングル「雑草より」が発売。
- 12月20日、「LIVE TOUR 2017　遊助祭「星」」を収録したDVD・BD『LIVE TOUR 2017「星」〜あの・・星に願いを込めたんですケド。〜』を発売。
- 12月31日、長崎ハウステンボスで行われたカウントダウンライブに参加。

2018年
- 5月2日、山猿のアルバム『あいことば5』の「常超 feat. 遊助」に参加。
- 7月5日から9月30日まで、全国15カ所24公演におよぶ2018ホールツアー「遊助祭2018「和」〜あの・・わ なんですケド。〜」を開催。
- 3月14日、24枚目のシングル「みんな頑張ってる」が発売。
- 5月30日、8枚目アルバム『あの・・こっからが山場なんですケド。』を発売。
- 10月31日、25枚目シングル「俺と付き合ってください。」が発売。
- 12月19日、「遊助祭2018「和」｣を収録したライブDVD・BD『遊助祭2018「和」〜あの・・わ なんですケド。〜』を発売。

2019年
- 1月17日、26枚目のシングル「砂時計」を発売。
- 2月27日、2枚目のベスト・アルバム『遊助BEST 2009-2019 〜あの・・あっとゆー間だったんですケド。〜』が発売。
- 2月28日、日本武道館（228公演目）ソロデビュー10周年記念ライブ『10th Anniversary Live -偶然!?-』を開催。
- 3月11日、大阪城ホール（デビュー日）ソロデビュー10周年記念ライブ『10th Anniversary Live -必然!!-』を開催。つるの剛士と野久保直樹が駆けつけ、「羞恥心」を披露。客前では2011年のヘキサゴンライブ以来の復活を遂げた[37]。
- 7月3日、27枚目のシングル「千羽鶴」を発売。同日、日本武道館での10周年記念ライブを収録した『10th Anniversary Live -偶然!?-』を発売。
- 7月4日から9月23日まで、全国14カ所20公演におよぶ2019ホールツアー「ZERO LIVE TOUR 2019」を開催。
- 12月4日、28枚目のシングル「3分30秒のタイムカプセル」を発売。

2020年
- 1月29日、「遊助TOUR2019『ZERO』｣を収録したライブDVD・BD『ZERO LIVE TOUR 2019』を発売。
- 3月11日、9枚目のアルバム『遊言実行』を発売。
- 4月18日、自身の誕生日に遊助250回記念LIVE 「宴」が横浜 山下埠頭特設会場で開催予定だったが、新型コロナウィルス感染拡大の影響に伴い中止となった。
- 6月19日、自身初の男性限定ライブ「遊助 男祭り」が東京 WWW Xで開催予定だったが、中止となった。
- 8月5日、29枚目のシングル「青炎」を発売。
- 10月25日、遊助TOUR 2020 全22公演の見合わせに伴い、遊助 配信LIVEを開催。

2021年
- 1月27日、30枚目のシングル「クローバー」を発売。
- 3月24日、10枚目のアルバム『For 遊』を発売。
- 6月23日、31枚目のシングル「マジ歌」を発売。
- 7月1日から10月16日まで全国6カ所16公演におよぶ2021ホールツアー「遊助 LIVE TOUR 2021『音パレード』」を開催。
- 9月29日、32枚目のシングル「こむぎ」を発売。
- 12月15日、「遊助 LIVE TOUR 2021『音パレード』｣を収録したライブDVD・BD『遊助 LIVE TOUR 2021『音パレード』』を発売。

2022年
- 3月30日、11枚目のアルバム『Are 遊 Ready?』を発売。
- 7月7日より立川ステージガーデンを皮切りに、9月10日まで「遊助 LIVE TOUR『Are 遊 Ready Go! 2022!!』」を開催。
- 9月21日、33枚目のシングル「僕らの時代」を発売。

#### 2023年
- 3月22日、12枚目のアルバム『遊 are the one』を発売。
- 9月13日、34枚目のシングル「全校集会」を発売。
- 7月19日から9月23日まで「遊助 LIVE TOUR 2023」を開催。

#### 2024年
- 1月17日、ライブDVD・BD『遊助TOUR2023 ～一期一笑～』を発売。
- 2月28日、「ひまわり -応援花-」で、第411回「THE FIRST TAKE」初登場。
- 3月6日、遊助15周年記念アルバム「Thank 遊」を発売。
- 3月9日、遊助 15周年 SPECIAL LIVE「祝」を⻑井海の⼿公園 ソレイユの丘で開催予定。
- 4月3日から13日まで『遊助 Zepp Tour 2024 "Back to the 遊ちゃーん" 』を開催予定。

### 遊turing
自身のシングル・アルバムなどで他のアーティストをフィーチャリングする事を「遊turing」（ユーチャリング）と称している。主にアルバムに収録されている。2016年2月までにCDに収録された「遊turing」楽曲のみが収録されたベストアルバム『遊情BEST』が発売された。
また、「ミツバチ」に収録されている「ESCAPE 遊turing 成田誠」の成田誠とは、『逃亡弁護士』で主演をしていた上地が演じている役であり、楽曲は上地が成田誠の気持ちになって制作した曲でアーティストをフィーチャリングしているわけではない。2019年に発売されたベストアルバム『遊助BEST 2009-2019』に収録された「もぉ10年 遊turing 10年前の俺」は、10年前の自身の声を合わせて録音した楽曲である。
「遊turing」した楽曲
| アーティスト                        | 楽曲                                                 | 収録                                           |
| ----------------------------------- | ---------------------------------------------------- | ---------------------------------------------- |
| 童子-T                              | 10年 遊turing 童子-T                                 | あの・・こんなんできましたケド。               |
| lecca                               | Never Ever 遊turing lecca                            | あの・・こんなんできましたケド。               |
| Heartbeat                           | 船上の音楽団 遊turing Heartbeat (Live ver.)          | ひと                                           |
| Heartbeat                           | 船上の音楽団 遊turing Heartbeat                      | あの・・夢もてますケド。                       |
| JAY'ED                              | 宛てのない手紙 遊turing JAY'ED                       | あの・・夢もてますケド。                       |
| ET-KING                             | 空 遊turing ET-KING                                  | あの・・夢もてますケド。                       |
| 餓鬼レンジャー                      | 今夜は無礼講 遊turing 餓鬼レンジャー                 | あの・・涙があるから愛があるんですケド。       |
| 柴田知美                            | ガラスのエース 遊turing 柴田知美                     | あの・・涙があるから愛があるんですケド。       |
| GILLE                               | Wherever you are 遊turing GILLE                      | あの・・出会っちゃってるんですケド。           |
| TEE                                 | わがまま 遊turing TEE                                | あの・・出会っちゃってるんですケド。           |
| SHOCK EYE(from 湘南乃風)            | 怪盗MAGNUM 遊turing SHOCK EYE(from 湘南乃風)         | あの・・出会っちゃってるんですケド。           |
| SHOCK EYE(from 湘南乃風)            | Brother 遊turing SHOCK EYE(from 湘南乃風)            | あの・・いま脂のってるんですケド。             |
| Mummy-D                             | ルーレット 遊turing Mummy-D                          | あの・・旅の途中なんですケド。                 |
| Rake                                | キャッチボール 遊turing Rake                         | あの・・旅の途中なんですケド。                 |
| Ms.OOJA                             | Ring 遊turing Ms.OOJA                                | あの・・旅の途中なんですケド。                 |
| Michel Teló                         | VIVA!Nossa Nossa Live ver. 遊turing Michel Teló      | あの・・旅の途中なんですケド。                 |
| USK World Crew                      | Stand up for yourself 遊turing USK World Crew        | Take me out to the ball game                   |
| RED RICE(from 湘南乃風)             | お前しかいねぇ 遊turing RED RICE(from湘南乃風)       | お前しかいねぇ 遊turing RED RICE(from湘南乃風) |
| GReeeeN                             | 君ドリーム 遊turing GReeeeN                          | 遊情BEST                                       |
| 川畑要                              | What I'm feeling now 遊turing 川畑要                 | 遊情BEST                                       |
| PES ,マイコ                         | My Pace 遊turing PES ,マイコ                         | あの・・こっからが楽しんですケド。             |
| RYO the SKYWALKER                   | 間違いなんてない 遊turing RYO the SKYWALKER          | あの・・こっからが楽しんですケド。             |
| Miss Monday                         | You are so beautiful 遊turing Miss Monday            | あの・・こっからが楽しんですケド。             |
| DOZAN11                             | パーティ行かなアカンねん 遊turing DOZAN11            | あの・・いま脂のってるんですケド。             |
| かりゆし58                          | 二つ星 遊turing かりゆし58                           | あの・・いま脂のってるんですケド。             |
| MOOMIN                              | ハレワタリ 遊turing MOOMIN                           | あの・・こっからが山場なんですケド。           |
| KIRA                                | Amore 遊turing KIRA                                  | あの・・こっからが山場なんですケド。           |
| 山猿                                | 常勝 遊turing 山猿                                   | あの・・こっからが山場なんですケド。           |
| んだほ                              | HERO宴 遊turing んだほ                               | 遊言実行                                       |
| サイプレス上野                      | 場外HOMER 遊turing サイプレス上野                    | 遊言実行                                       |
| MaRuRi (まるりとりゅうが)           | 桜 遊turing MaRuRi (まるりとりゅうが)                | 遊言実行                                       |
| Rude-α                              | 君の夜に幸せが降れ 遊turing Rude-α                   | For 遊                                         |
| 寿君                                | 新生活～See you again～ 遊turing 寿君                | For 遊                                         |
| Anly                                | Believe 遊turing Anly                                | For 遊                                         |
| RED RICE,SHOCK EYE (from 湘南乃風） | FIGHTER 遊turing RED RICE,SHOCK EYE (from 湘南乃風） | Are 遊 Ready?                                  |
| 小柳ゆき                            | Name 遊turing 小柳ゆき                               | Are 遊 Ready?                                  |
| Mummy-D,JAY'ED,lecca,KIRA,JILLE     | SHAKE 遊turing Mummy-D,JAY'ED,lecca,KIRA,JILLE       | 遊 are the one                                 |
| 大黒摩季                            | トコナツ 遊turing 大黒摩季                           | 遊 are the one                                 |
| 秋山竜次                            | 十五夜 遊turing 秋山竜次                             | 十五夜                                         |
| Alisa                               | Ghost Fork 遊turing Alisa                            | 遊便です。                                     |
| ポチョムキン                        | 隣の芝生 遊turing ポチョムキン                       | 遊便です。                                     |
| Ywe（麦野優衣）                     | メリーゴランド 遊turing Ywe                          | 遊便です。                                     |

### NHK紅白歌合戦出場歴
| 年度/放送回                           | 回 | 曲目     | 出演順 | 対戦相手 |
| ------------------------------------- | -- | -------- | ------ | -------- |
| 2009年（平成21年）/第60回             | 初 | ひまわり | 12/25  | aiko     |
| 2010年（平成22年）/第61回             | 2  | ひと     | 05/22  | 平原綾香 |
| * 出演順は「出演順/出場者数」を表す。 |    |          |        |          |

## ディスコグラフィー

### シングル
| 枚   | 発売日         | タイトル                                                                        | 規格品番                                                                           | 最高位 | 初収録アルバム                                                |
| ---- | -------------- | ------------------------------------------------------------------------------- | ---------------------------------------------------------------------------------- | ------ | ------------------------------------------------------------- |
| 1st  | 2009年3月11日  | ひまわり                                                                        | SRCL-6980/1（初回限定盤） SRCL-6982（通常盤）                                      | 2位    | あの・・こんなんできましたケド。                              |
| 2nd  | 2009年6月24日  | たんぽぽ/海賊船/其の拳                                                          | SRCL-7070/1（初回限定盤A） SRCL-7072/3（初回限定盤B） SRCL-7074（通常盤）          | 1位    | あの・・こんなんできましたケド。                              |
| 3rd  | 2009年11月4日  | いちょう                                                                        | SRCL-7166/7（初回限定盤） SRCL-7168（通常盤）                                      | 2位    | あの・・こんなんできましたケド。                              |
| 4th  | 2010年3月10日  | ライオン                                                                        | SRCL-7230/1（初回限定盤） SRCL-7232（通常盤）                                      | 1位    | あの・・夢もてますケド。                                      |
| 5th  | 2010年7月28日  | ミツバチ                                                                        | SRCL-7346/7（初回限定盤） SRCL-7348（通常盤）                                      | 2位    | あの・・夢もてますケド。                                      |
| 6th  | 2010年11月10日 | ひと                                                                            | SRCL-7413/4（初回限定盤） SRCL-7415（通常盤）                                      | 4位    | あの・・夢もてますケド。                                      |
| 7th  | 2011年7月20日  | 全部好き。                                                                      | SRCL-7651/2（初回限定盤） SRCL-7653（通常盤）                                      | 4位    | あの・・涙があるから愛があるんですケド。                      |
| 8th  | 2011年8月3日   | 雄叫び                                                                          | SRCL-7697/8（初回限定盤） SRCL-7699（通常盤）                                      | 4位    | あの・・涙があるから愛があるんですケド。                      |
| 9th  | 2011年11月9日  | 一笑懸命/イナヅマ侍                                                             | SRCL-7782/3（初回限定盤A） SRCL-7784/5（初回限定盤B） SRCL-7786（通常盤）          | 4位    | あの・・涙があるから愛があるんですケド。                      |
| 10th | 2012年3月7日   | Baby Baby                                                                       | SRCL-7857/8（初回限定盤A） SRCL-7859/60（初回限定盤B） SRCL-7861（通常盤）         | 4位    | あの・・涙があるから愛があるんですケド。                      |
| 11th | 2012年10月31日 | VIVA!Nossa Nossa                                                                | SRCL-8103/4（初回限定盤A） SRCL-8105/6（初回限定盤B） SRCL-8107（通常盤）          | 4位    | あの・・出会っちゃってるんですケド。                          |
| 12th | 2013年2月27日  | 檸檬                                                                            | SRCL-8230/1（初回限定盤A） SRCL-8232/3（初回限定盤B） SRCL-8234（通常盤）          | 5位    | あの・・出会っちゃってるんですケド。                          |
| 13th | 2013年8月7日   | とうもろこし/Earth Child                                                        | SRCL-8322/3（初回限定盤A） SRCL-8324/5（初回限定盤B） SRCL-8326（通常盤）          | 10位   | あの・・旅の途中なんですケド。                                |
| 14th | 2013年12月4日  | V/時給850円のサンタクロース                                                     | SRCL-8383/4（初回限定盤A） SRCL-8385/6（初回限定盤B） SRCL-8387（通常盤）          | 6位    | あの・・旅の途中なんですケド。                                |
| 15th | 2014年2月19日  | いるよ                                                                          | SRCL-8466/7（初回限定盤A） SRCL-8468/9（初回限定盤B） SRCL-8470（通常盤）          | 6位    | あの・・旅の途中なんですケド。                                |
| 16th | 2014年6月18日  | Sunshine/メガV                                                                  | SRCL-8546/7（初回限定盤A） SRCL-8548/9（初回限定盤B） SRCL-8550（通常盤）          | 5位    | あの・・こっからが楽しんですケド。                            |
| 17th | 2014年11月5日  | きみ/ひとつ                                                                     | SRCL-8585/6（初回限定盤A） SRCL-8587/8（初回限定盤B） SRCL-8589（通常盤）          | 6位    | あの・・こっからが楽しんですケド。                            |
| 18th | 2015年3月25日  | Take me out to the ball game 〜あの・・一緒に観に行きたいっス。お願いします！〜 | SRCL-8671/2（初回限定盤A） SRCL-8673/4（初回限定盤B） SRCL-8675（通常盤）          | 8位    | あの・・こっからが楽しんですケド。                            |
| 19th | 2015年7月1日   | サヨナラマタナ                                                                  | SRCL-8819/20（初回限定盤A） SRCL-8821/2（初回限定盤B） SRCL-8823（通常盤）         | 5位    | あの・・こっからが楽しんですケド。                            |
| 20th | 2015年12月2日  | お前しかいねぇ 遊turing RED RICE(from湘南乃風)                                  | SRCL-8944/5（初回限定盤A） SRCL-8946/7（初回限定盤B） SRCL-8948（通常盤）          | 6位    | 遊情BEST                                                      |
| 21st | 2016年11月16日 | 凛                                                                              | SRCL-9201/2（初回限定盤A） SRCL-9203/4（初回限定盤B） SRCL-9205（通常盤）          | 11位   | あの・・いま脂のってるんですケド。                            |
| 22nd | 2017年3月8日   | 流れ                                                                            | SRCL-9305/6（初回限定盤A） SRCL-9307/8（初回限定盤B） SRCL-9309（通常盤）          | 11位   | あの・・いま脂のってるんですケド。                            |
| 23rd | 2017年11月15日 | 雑草より                                                                        | SRCL-9557/8（初回限定盤A） SRCL-9559/60（初回限定盤B） SRCL-9561（通常盤）         | 12位   | あの・・こっからが山場なんですケド。                          |
| 24th | 2018年3月14日  | みんな頑張ってる                                                                | SRCL-9688/9（初回限定盤A） SRCL-9690/1（初回限定盤B） SRCL-9692（通常盤）          | 17位   | あの・・こっからが山場なんですケド。                          |
| 25th | 2018年10月31日 | 俺と付き合ってください。                                                        | SRCL-9947/8（初回限定盤A） SRCL-9949/50（初回限定盤B） SRCL-9951（通常盤）         | 10位   | 遊助BEST 2009-2019 〜あの・・あっとゆー間だったんですケド。〜 |
| 26th | 2019年1月16日  | 砂時計                                                                          | SRCL-11001（完全生産限定盤）                                                       | 13位   | 遊助BEST 2009-2019 〜あの・・あっとゆー間だったんですケド。〜 |
| 27th | 2019年7月3日   | 千羽鶴                                                                          | SRCL-11165/6（初回限定盤A） SRCL-11167/8（初回限定盤B） SRCL-11169（通常盤）       | 8位    | 遊言実行                                                      |
| 28th | 2019年12月4日  | 3分30秒のタイムカプセル                                                         | SRCL-11283/4（初回限定盤A） SRCL-11285/6（初回限定盤B） SRCL-11287（通常盤）       | 12位   | 遊言実行                                                      |
| 29th | 2020年8月5日   | 青炎                                                                            | SRCL-11520/1（初回限定盤A） SRCL-11522/3（初回限定盤B） SRCL-11524（通常盤）       | 10位   | For 遊                                                        |
| 30th | 2021年1月27日  | クローバー                                                                      | SRCL-11600/1（初回限定盤A） SRCL-11602/3（初回限定盤B） SRCL-11604（通常盤）       | 10位   | For 遊                                                        |
| 31st | 2021年6月23日  | マジ歌                                                                          | SRCL-11814/5（初回限定盤） SRCL-11816/7（期間生産限定盤） SRCL-11818（通常盤）     | 11位   | Are 遊 Ready?                                                 |
| 32nd | 2021年9月29日  | こむぎ                                                                          | SRCL-11906/7（初回限定盤A） SRCL-11908/9（初回限定盤B） SRCL-11910（通常盤）       | 13位   | Are 遊 Ready?                                                 |
| 33rd | 2022年9月21日  | 僕らの時代                                                                      | SRCL-12234/6（初回限定盤） SRCL-12237（通常盤）                                    | 13位   | 遊 are the one                                                |
| 34th | 2023年9月13日  | 全校集会                                                                        | SRCL-12643/5（完全生産限定盤） SRCL-12646/7（初回生産限定盤） SRCL-12648（通常盤） | 22位   | Thank 遊                                                      |
| 35th | 2024年9月25日  | 十五夜                                                                          | SRCL-12960/2（完全生産限定盤） SRCL-12963/4（初回生産限定盤） SRCL-12965（通常盤） |        |                                                               |

### アルバム

#### フル・アルバム
| 枚   | 発売日         | タイトル                                 | 規格品番                                                                             | 最高位 |
| ---- | -------------- | ---------------------------------------- | ------------------------------------------------------------------------------------ | ------ |
| 1st  | 2009年12月16日 | あの・・こんなんできましたケド。         | SRCL-7179/80（初回生産限定盤） SRCL-7181（通常盤）                                   | 2位    |
| 2nd  | 2011年2月2日   | あの・・夢もてますケド。                 | SRCL-7494/5（初回生産限定盤） SRCL-7496（通常盤）                                    | 1位    |
| 3rd  | 2012年4月4日   | あの・・涙があるから愛があるんですケド。 | SRCL-7930/1（初回生産限定盤） SRCL-7932（通常盤）                                    | 1位    |
| 4th  | 2013年4月17日  | あの・・出会っちゃってるんですケド。     | SRCL-8246/7（初回生産限定盤） SRCL-8248（通常盤）                                    | 2位    |
| 5th  | 2014年3月19日  | あの・・旅の途中なんですケド。           | SRCL-8529/30（初回生産限定盤A） SRCL-8531/2（初回生産限定盤B） SRCL-8533（通常盤）   | 4位    |
| 6th  | 2016年4月27日  | あの・・こっからが楽しんですケド。       | SRCL-9045/6（初回生産限定盤A） SRCL-9047/8（初回生産限定盤B） SRCL-9049（通常盤）    | 8位    |
| 7th  | 2017年4月19日  | あの・・いま脂のってるんですケド。       | SRCL-9365/6（初回生産限定盤A） SRCL-9367/8（初回生産限定盤B） SRCL-9369（通常盤）    | 3位    |
| 8th  | 2018年5月30日  | あの・・こっからが山場なんですケド。     | SRCL-9799/800（初回生産限定盤A） SRCL-9801/2（初回生産限定盤B） SRCL-9803（通常盤）  | 6位    |
| 9th  | 2020年3月11日  | 遊言実行                                 | SRCL-11433/4（初回生産限定盤A） SRCL-11435/6（初回生産限定盤B） SRCL-11437（通常盤） | 4位    |
| 10th | 2021年3月24日  | For 遊                                   | SRCL-11743/4（初回生産限定盤A） SRCL-11745/6（初回生産限定盤B） SRCL-11747（通常盤） | 14位   |
| 11th | 2022年3月30日  | Are 遊 Ready?                            | SRCL-12068/9（初回生産限定盤A） SRCL-12070/1（初回生産限定盤B） SRCL-12072（通常盤） | 15位   |
| 12th | 2023年3月22日  | 遊 are the one                           | SRCL-12452/3（初回生産限定盤A） SRCL-12455/6（初回生産限定盤B） SRCL-12457（通常盤） | 11位   |
| 13th | 2024年3月6日   | Thank 遊                                 | SRCL-12783/6（完全生産限定盤） SRCL-12787（通常盤）                                  | TBA    |
| 14th | 2025年3月12日  | 遊便です。                               | SRCL-13203/5（完全生産限定盤） SRCL-13206（通常盤）                                  | TBA    |

#### ミニ・アルバム
| 枚  | 発売日        | タイトル                 | 規格品番                                      | 最高位 |
| --- | ------------- | ------------------------ | --------------------------------------------- | ------ |
| 1st | 2012年5月30日 | あの・・お祭りですケド。 | SRCL-8018/9（初回限定盤） SRCL-8020（通常盤） | 5位    |

#### ベスト・アルバム
| 枚  | 発売日        | タイトル                                                      | 規格品番                                                                         | 最高位 |
| --- | ------------- | ------------------------------------------------------------- | -------------------------------------------------------------------------------- | ------ |
| 1st | 2016年2月3日  | 遊情BEST                                                      | SRCL-8975/6（初回限定盤） SRCL-8977（通常盤）                                    | 6位    |
| 2nd | 2019年2月27日 | 遊助BEST 2009-2019 〜あの・・あっとゆー間だったんですケド。〜 | SRCL-11080/3（初回限定盤A） SRCL-11084/6（初回限定盤版B） SRCL-11087/8（通常盤） | 11位   |

### 配信
| 配信日         | 配信タイトル                     | 楽曲                             | 備考 |
| -------------- | -------------------------------- | -------------------------------- | --- |
| 2009年12月25日 | 黄色いサンタのMy Love            | 黄色いサンタのMy Love            | この楽曲はダウンロード配信ではなく視聴配信。2009年12月24日に横浜スタジアムで歌唱した曲。1日限定で無料で視聴することが出来た。CD化はしていない。 |
| 2010年5月26日  | 今日の花                         | 今日の花                         | 「ズームインSUPER」2010春テーマソング。2010年7月28日発売の5thシングル「ミツバチ」に収録。                                                       |
| 2010年12月8日  | あの・・クリスマスなんですケド。 | まだ僕はサンタに会ったことがない | 2011年2月2日発売の2ndアルバム『あの・・夢もてますケド。』に収録。                                                                               |
| 2010年12月8日  | あの・・クリスマスなんですケド。 | ポケットの中のサンタクロース     | 2011年2月2日発売の2ndアルバム『あの・・夢もてますケド。』に収録。                                                                               |
| 2013年11月13日 | V（アニメサイズver.）            | V（アニメサイズver.）            | テレビアニメ「ポケットモンスター XY」の主題歌。「V（ボルト）」のTV放送サイズ。                                                                  |
| 2014年5月28日  | メガV（アニメサイズver.）        | メガV（アニメサイズver.）        | テレビアニメ「ポケットモンスター XY」の主題歌。「メガV（メガボルト）」のTV放送サイズ。                                                          |
| 2022年8月12日  | 浪漫飛行～君と逢えたら～         | 浪漫飛行～君と逢えたら～         | 米米CLUBの「浪漫飛行」をサンプリングカバー。2022年9月21日発売の33rdシングル「僕らの時代」に収録。                                               |
| 2022年8月27日  | さすらい～旅路～                 | さすらい～旅路～                 | 奥田民生の「さすらい」をサンプリングカバー。2022年9月21日発売の33rdシングル「僕らの時代」に収録。                                               |
| 2022年11月30日 | 冬がはじまるよ～手紙～           | 冬がはじまるよ～手紙～           | 槇原敬之の「冬がはじまるよ」をサンプリングカバー。CD化はしていない。                                                                            |
| 2022年12月21日 | 遠く遠く～手紙～                 | 遠く遠く～手紙～                 | 槇原敬之の「遠く遠く」をサンプリングカバー。2023年3月22日発売の12thアルバム『遊 are the one』に収録。                                           |

### DVD
ライブDVD
| 枚   | 発売日         | タイトル                                                                | 規格品番                          | 最高位 |
| ---- | -------------- | ----------------------------------------------------------------------- | --------------------------------- | ------ |
| 1st  | 2010年8月11日  | あの・・こんなんやりますケド。                                          | SRBL-1437/8（DVD） SRXL-5（BD）   | 3位    |
| 2nd  | 2011年3月2日   | オイラの村ですケド。                                                    | SRBL-1470/1（DVD） SRXL-18（BD）  | 2位    |
| 3rd  | 2011年12月7日  | あれっ・・ぐうぜんですケド。                                            | SRBL-1509/10（DVD） SRXL-23（BD） | 6位    |
| 4th  | 2013年10月30日 | あの・・素敵な時間つくりたいんですケド。                                | SRBL-1590/1（DVD） SRXL-45（BD）  | 6位    |
| 5th  | 2014年12月3日  | あの・・最高の出会いを一緒につくりたいんですケド。                      | SRBL-1639/40（DVD） SRXL-60（BD） | 5位    |
| 6th  | 2016年3月16日  | あの・・ドリームランドに来ちゃったんですケド。                          | SRBL-1694（DVD） SRXL-90（BD）    | 10位   |
| 7th  | 2016年12月14日 | LIVE TOUR 2016 遊助祭 「海」 〜あの・・遊宮城にきちゃったんですケド。〜 | SRBL-1734（DVD） SRXL-116（BD）   | 4位    |
| 8th  | 2017年12月20日 | LIVE TOUR 2017「星」〜あの・・星に願いを込めたんですケド。〜            | SRBL-1771（DVD） SRXL-141（BD）   | 14位   |
| 9th  | 2018年12月19日 | 遊助祭2018「和」〜あの・・わ なんですケド。〜                           | SRBL-1831（DVD） SRXL-189（BD）   | 19位   |
| 10th | 2019年7月3日   | 10th Anniversary Live -偶然!?-                                          | SRBL-1856（DVD） SRXL-209（BD）   | 8位    |
| 11th | 2020年1月29日  | ZERO LIVE TOUR 2019                                                     | SRBL-1893（DVD） SRXL-235（BD）   | 13位   |
| 12th | 2021年12月15日 | 遊助 LIVE TOUR 2021『音パレード』                                       | SRBL-1993（DVD） SRXL-320（BD）   | 18位   |
| 13th | 2023年1月25日  | LIVE TOUR Are 遊 Ready Go!2022!!                                        | SRBL-2063（DVD） SRXL-367（BD）   | 11位   |
| 14th | 2024年1月17日  | 遊助TOUR2023 ～一期一笑～                                               | SRBL-2216（DVD） SRXL-469（BD）   | 9位    |
| 15th | 2024年12月25日 | 遊助 15th Anniversary Tour 「あの・・つめこんだんですケド。」           | SRBL-2319（DVD） SRXL-545（BD）   |        |

ミュージックビデオ集
| 枚  | 発売日        | タイトル                             | 規格品番                       | 最高位 |
| --- | ------------- | ------------------------------------ | ------------------------------ | ------ |
| 1st | 2013年2月13日 | Music Video Collection 〜2009-2012〜 | SRBL-1568（DVD） SRXL-40（BD） | 7位    |

### タイアップ
| 年     | 楽曲                      | タイアップ                                                           |
| ------ | ------------------------- | -------------------------------------------------------------------- |
| 2025年 | Ghost Fork 遊turing Alisa | フジテレビ系『週刊ナイナイミュージック』4月・5月度エンディングテーマ |

### 参加作品
| 発売日        | タイトル    | アーティスト | 楽曲                      |
| ------------- | ----------- | ------------ | ------------------------- |
| 2014年3月19日 | T's MUSIC   | 童子-T       | Runner feat.遊助, Mummy-D |
| 2018年5月2日  | あいことば5 | 山猿         | 常超 feat. 遊助           |

### 参加ユニット
すべて「上地雄輔」名義での参加
- 羞恥心（2008年 - 2011年）
- アラジン（2008年）
- ヘキサゴンオールスターズ（2009年 - 2011年）

## 作品

### 書籍
- 上地雄輔物語（2008年7月30日、ワニブックス、ISBN 978-4-8470-1792-6）
- KY（2011年8月10日、ワニブックス、ISBN 978-4847090073）[注 11]

### DVD
- 世界ウルルン滞在記 Vol.2 上地雄輔（2009年1月23日）